# Anabel Torres
Anabel Torres (Bogotá, 1946) is een Colombiaans schrijver en vertaler.
Zij studeerde moderne talen aan de Universiteit van Antioquia, Medellín met een master aan de Institute of Social Studies in Den Haag. Zij was ook adjunct-directeur van de Nationale Bibliotheek van Colombia.
De toon van haar poëzie is ingetogen en suggestief. Haar gedichten zijn doordrenkt van onrust en ontevredenheid over de wereld, en draaien om haar plaats als vrouw, kunstenaar en sociaal wezen in de maatschappij. Sinds de jaren negentig van de 20e eeuw woont ze in Nederland en Spanje zonder echt contact te verliezen met haar geboorteland Colombia en wat zich daar afspeelt. Ze vertaalt werken van Colombiaanse dichters als José Manuel Arango en Meira Delmar in het het Engels

## Werken
- Casi poesía (1975)
- La mujer del esquimal (1981)
- Las bocas del amor (1982)
- Poemas (1987)
- Medias nonas (1992)
- Poemas de guerra (Barcelona, 2000)
- En un abrir y cerrar de hojas (Zaragoza, España, 2001)
- Agua herida (2004)
- El origen y destino de las especies de la fauna masculina paisa (2009)

## Prijzen
- Premio nacional de poesía Universiteit van Nariño, 1974
- Premio nacional de poesía Universiteit van Antioquia, 1980
- Premio nacional de poesía de Roldanillo, Ediciones Embalaje, Museo Rayo, 1987